# Пласкетт, Джон Стэнли
Джон Стэнли Пласкетт (англ. John Stanley Plaskett; 17 ноября 1865, Hickson, Онтарио — 17 октября 1941, Виктория) — канадский астроном.

## Биография
Родился в Хиксоне (Онтарио), в 1899 окончил Университет Торонто, работал в нём до 1903. В 1903—1918 работал в обсерватории в Оттаве. По его инициативе был построен 72-дюймовый телескоп, ставший основным инструментом открытой в 1918 Астрофизической обсерватории в Виктории, которую Пласкетт возглавлял до 1935. Член Канадского королевского общества и Лондонского королевского общества (1923).
Основные труды в области звёздной спектроскопии. На протяжении многих лет вёл программу определения лучевых скоростей звёзд, результаты которой сыграли большую роль в открытии вращения Галактики и определении его параметров. Выполнил большое число спектральных исследований горячих звёзд классов O и B, новых звёзд, а также спектрально-двойных звёзд, среди которых выделяется открытие в 1922 системы с очень большой массой, получившей название «звезда Пласкетта». Изучение межзвёздных линий кальция в спектрах O-звёзд позволило Пласкетту установить (1938, совместно с Д. А. Пирсом), что межзвёздный газ участвует в галактическом вращении. Занимался конструированием и усовершенствованием телескопов и спектрографов обсерваторий США и Канады.
Лауреат Золотой медали Королевского астрономического общества (1930), медали Кэтрин Брюс Тихоокеанского астрономического общества (1931), премии Румфорда Американской академии искусств и наук, медали Г. Дрейпера Национальной АН США, медали Флавеля Канадского королевского общества (1910).
В его честь назван кратер на Луне и астероид № 2905 (астероид — в честь его и его сына — астронома Х. Х. Пласкетта).